# قاعدة الملك سلمان الجوية
قاعدة الملك سلمان الجوية هي قاعدة جوية عسكرية سابقة تابعة لسلاح الجو السعودي كانت تقع في العاصمة السعودية الرياض. يجري حاليًا بناء مشروع حديقة الملك سلمان ليحل محلها.

## الاسم
عرفت القاعدة باسم قاعدة الرياض الجوية، واستمرت هذه التسمية حتى عام 2015 حينما أطلق عليها اسم قاعدة الملك سلمان الجوية مع بدء عملية عاصفة الحزم وإعادة الأمل في اليمن.

## التأسيس
افتتح المطار عام 1946م ووصلت أول طائرة للمطار وهي دوغلاس دي سي 3 فأرسل الملك عبد العزيز في عام 1946م رسالة للرئيس هاري ترومان لشراء ثلاث طائرات من نفس الطراز، ووصلت عام 1947م ليبدأ مطار الرياض الدولي خدمته للمسافرين.
وقد تم نقل في عام 1947م حوالي 4500 مسافر وازداد في عام 1948م إلى 6300 مسافر وإلى 7400 مسافر عام 1949م وعام 1950م وصل عدد الركاب إلى 8000 مسافروأصبح عدد الركاب عام 1951م 8700 مسافر ولكن قل العدد في عام 1952م فأصبح عدد الركاب إلى 2300 مسافر والسبب هو مرض الحصبة الذي انتشر في المملكة في الخمسينات ولكن عندما تم افتتاح المستوصفات عاد التوازن.
وكان المسافرين في عام 1954م بحاجة إلى توسعة المطار والركاب ازدادو بشكل أكبر وأسرع فأصبح في عام1953م 3600 مسافر وأصبح 5900 مسافر في عام 1954م فأنشا الملك سعود أهداف التوسعة ووضع حجر الأساس في عام 1956م وبدأت التوسعة في عام 1957م وقرر افتتاح صالتين جديدتين وهي صالة الأستقبال والمغادرة ومساحة المطار الكلي 9300م مربع وانتهت التوسعة عام 1962م ورعى الأفتتاح سمو الأمير فيصل بن عبد العزيز آل سعود, وازداد عدد الركاب في عام 1963م فأصبح 6400 راكب وازداد إلى 8500راكب في عام 1964م وازداد إلى 9200 راكب عام 1965م وازداد إلى 10000راكب عام 1966م ثم 11110 في عام 1967م وأخيرا إلى 13900 في عام 1968م.

## قاعدة الملك سلمان الجوية
جرت في هذا القاعدة الجوية عمليات تدريب الطيارين السعوديين العسكريين على طائرات PC-21 وطائرات Cirrus SR-22